# Echymipera
Genre
Echymipera est un genre de marsupiaux.

## Liste d'espèces
Selon ITIS :
- Echymipera clara Stein, 1932 – Echymipera de Clara
- Echymipera davidi Flannery, 1990
- Echymipera echinista Menzies, 1990
- Echymipera kalubu (Fischer, 1829)
- Echymipera rufescens (Peters et Doria, 1875)